# Чемпіонат Європи з дзюдо 2021
Чемпіонат Європи з дзюдо 2021 року пройшов у Лісабоні з 16 по 18 квітня 2021 року.

## Результати

### Чоловіки
| Event   | Золото                     | Срібло                     | Бронза                                              |
| ------- | -------------------------- | -------------------------- | --------------------------------------------------- |
| −60 кг  | Франсіско Гаррігос Іспанія | Лука Мкхейдзе Франція      | Яго Абуладзе Росія Карамат Гусейнов Азербайджан     |
| −66 кг  | Мануель Ломбардо Італія    | Важа Маргвелашвілі Грузія  | Жао Крісостомо Португалія Альберто Гайтейро Іспанія |
| −73 кг  | Акіл Г'якова Косово        | Тохар Бутбуль Ізраїль      | Нілс Стамп Швейцарія Муса Могушков Росія            |
| −81 кг  | Ведат Албайрак Туреччина   | Маттіас Кассе Бельгія      | Крістіан Парлаті Італія Сагі Мукі Ізраїль           |
| −90 кг  | Лаша Бекаурі Грузія        | Бека Ґвініашвілі Грузія    | Михайло Ігольніков Росія Крістіан Тот Угорщина      |
| −100 кг | Тома Нікіфоров Бельгія     | Варлам Ліпартеліані Грузія | Александр Іддір Франція Зелім Коцоєв Азербайджан    |
| +100 кг | Інал Тосоєв Росія          | Генк Грол Нідерланди       | Гурам Тушішвілі Грузія Лукаш Крпалек Чехія          |

### Жінки
| Вага   | Золото                    | Срібло                   | Бронза                                             |
| ------ | ------------------------- | ------------------------ | -------------------------------------------------- |
| −48 кг | Дістрія Краснічі Косово   | Дар'я Білодід Україна    | Мелані Клемент Франція Сабіна Гілязова Росія       |
| −52 кг | Амандін Бюшар Франція     | Одетте Джуффріда Італія  | Гефен Прімо Ізраїль Река Пупп Угорщина             |
| −57 кг | Телма Монтейру Португалія | Кая Кайзер Словенія      | Сара-Леоні Сізік Франція Нора Г'якова Косово       |
| −63 кг | Тіна Трстеняк Словенія    | Дар'я Давидова Росія     | Андрея Лешкі Словенія Санне Вермер Нідерланди      |
| −70 кг | Санне ван Дейк Нідерланди | Марго Піно Франція       | Мадіно Таймазова Росія Барбара Тіму Португалія     |
| −78 кг | Беата Пакут Польща        | Гуше Стенхейс Нідерланди | Фанні Естель Посвіт Франція Бернадетт Граф Австрія |
| +78 кг | Кайра Саїт Туреччина      | Леа Фонтен Франція       | Марина Слуцька Білорусь Рошель Нуньєс Португалія   |

### Медальний залік
*   Країна-господарка ( Португалія)
| Місце                | Країна               | Золото | Срібло | Бронза | Загалом |
| -------------------- | -------------------- | ------ | ------ | ------ | ------- |
| 1                    | Косово               | 2      | 0      | 1      | 3       |
| 2                    | Туреччина            | 2      | 0      | 0      | 2       |
| 3                    | Франція              | 1      | 3      | 4      | 8       |
| 4                    | Грузія               | 1      | 3      | 1      | 5       |
| 5                    | Нідерланди           | 1      | 2      | 1      | 4       |
| 6                    | Росія                | 1      | 1      | 5      | 7       |
| 7                    | Італія               | 1      | 1      | 1      | 3       |
| 7                    | Словенія             | 1      | 1      | 1      | 3       |
| 9                    | Бельгія              | 1      | 1      | 0      | 2       |
| 10                   | Португалія*          | 1      | 0      | 3      | 4       |
| 11                   | Іспанія              | 1      | 0      | 1      | 2       |
| 12                   | Польща               | 1      | 0      | 0      | 1       |
| 13                   | Ізраїль              | 0      | 1      | 2      | 3       |
| 14                   | Україна              | 0      | 1      | 0      | 1       |
| 15                   | Азербайджан          | 0      | 0      | 2      | 2       |
| 15                   | Угорщина             | 0      | 0      | 2      | 2       |
| 17                   | Австрія              | 0      | 0      | 1      | 1       |
| 17                   | Білорусь             | 0      | 0      | 1      | 1       |
| 17                   | Чехія                | 0      | 0      | 1      | 1       |
| 17                   | Швейцарія            | 0      | 0      | 1      | 1       |
| Загалом (20 збірних) | Загалом (20 збірних) | 14     | 14     | 28     | 56      |

## Країни-учасниці
- Вірменія (1)
- Австрія (8)
- Азербайджан (9)
- Білорусь (5)
- Бельгія (10)
- Боснія і Герцеговина (2)
- Болгарія (5)
- Хорватія (10)
- Кіпр (3)
- Чехія (6)
- Данія (2)
- Естонія (3)
- Фінляндія (6)
- Франція (18)
- Грузія (14)
- Німеччина (18)
- Греція (5)
- Угорщина (11)
- Ісландія (2)
- Ірландія (2)
- Ізраїль (13)
- Італія (17)
- Косово (6)
- Латвія (2)
- Ліхтенштейн (1)
- Литва (1)
- Люксембург (1)
- Мальта (2)
- Молдова (8)
- Монако (2)
- Чорногорія (4)
- Нідерланди (13)
- Польща (16)
- Португалія (18)
- Румунія (14)
- Росія (18)
- Сан-Марино (1)
- Сербія (11)
- Словаччина (6)
- Словенія (13)
- Іспанія (18)
- Швеція (4)
- Швейцарія (4)
- Туреччина (14)
- Україна (12)